# 穆富利拉

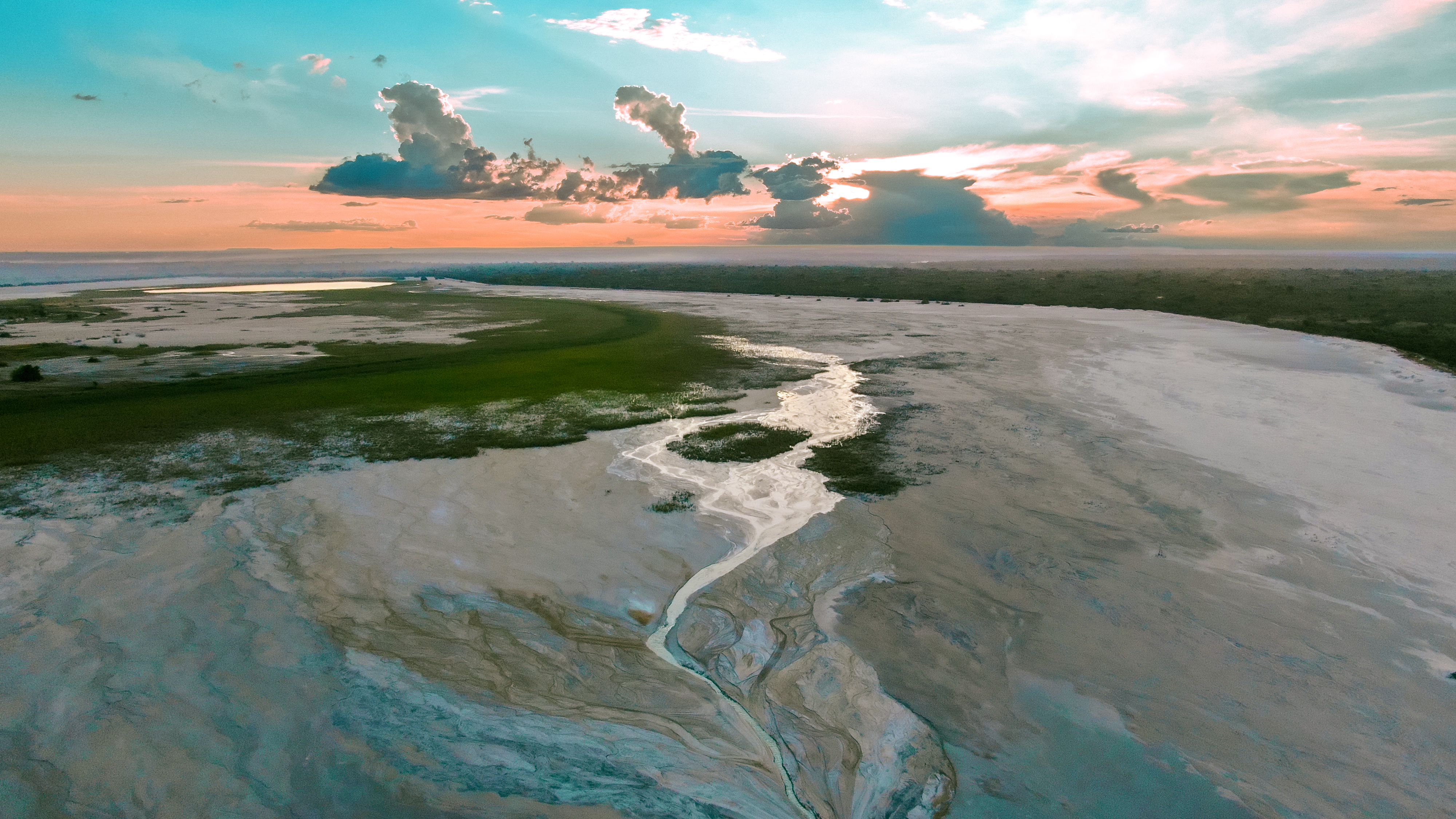
穆富利拉的白沙（White Sands）

穆富利拉（Mufulira）是位于赞比亚和刚果民主共和国边境铜带省的一座城市，也是赞比亚重要的铜矿业中心。
赞比亚总统利维·姆瓦纳瓦萨就出生于此。
12°33′16″S 28°15′38″E / 12.554581°S 28.260419°E
1. ↑  . dili.chazidian.com.   [2023-01-13]. （原始内容存档于2023-01-13）.
2. ↑  . www.chinanews.com.cn.   [2023-01-13]. （原始内容存档于2023-01-13）.